# Dzierżysław (województwo wielkopolskie)
Dzierżysław – wieś w Polsce położona w województwie wielkopolskim, w powiecie konińskim, w gminie Skulsk.
W latach 1975–1998 miejscowość administracyjnie należała do województwa konińskiego.
Zobacz też: Dzierżysław, Dzierżysławice